# Давыдов, Энвер Муртазиевич
Энвер Давыдов (тат. Энвәр Давыдов), полное имя Давыдов, Энвер Муртазиевич (тат. Давыдов, Энвәр Муртазиевич); 21 марта 1919, село Камышлы, Верхнесоснинская волость, Бугурусланский уезд, Самарская губерния (ныне село Камышла, Самарская область) — 23 июня 1968, Казань) — татарский советский поэт, журналист, переводчик.

## Биография
Родился 21 марта 1919 года в селе Камышлы. Отец — Муртаза Халиуллин, государственный крестьянин. Мать — Матиджихан Юсуповой, происходит из того же рода, что и поэт Зия Ярмяки (1887—1965).
Когда Энверу было 9 лет, он лишился отца. Особое влияние на его формирование как личности оказал старший брат Мирза Давыдов (1898—1943) — участник революционных событий, гражданской войны и Великой Отечественной войны.
В 1936—40 годах Энвер Давыдов — сотрудник газет «Советская Сибирь», "Ферганская правда"; учитель русского языка и истории в Мордовии (село Белозерье). В 1940 году призывается на военную службу (Даурия). Был в боях под Смоленском, Тихвином, на Волховском фронте, Эстонии, Латвии, на Дальнем Востоке. За время службы прошёл путь от рядового, до ефрейтора, а затем и сержанта.
После возвращения в 1946 году в родное село работал редактором районной газеты «Югары уңлыш өчен» (сейчас «Камышлы хәбәрләре» (рус. «Камышлинские известия»)). В 1956 году приглашён на работу в Казань — заместителем главного редактора Татарского книжного издательства. В 1953 избран ответственным секретарём Союз писателей Татарстана.

## Творчество
Первое стихотворение напечатано в 1931 году в районной газете «Югары уңлыш өчен», тогда же появился первый очерк с фотографией автора в московском журнале «Дитя Октября» (тат. «Октябрь Баласы»), который редактировал Муса Джалиль.
Первые поэмы изданы в 1949 году в журнале «Советская литература» (тат. «Совет әдәбияты»). Опубликованную в 1955 году поэму «Ташу» (рус. «Ледоход») Хасан Хайри назвал «наиболее зрелым… среди эпических произведений» поэта. «Новым словом в татарской поэзии» Рафаэль Мустафин и поэму «Чорлар чатында» (рус. На перекрестке эпох), и цикл стихов «Себер трактында квартал» (рус. "Квартал на Сибирском тракте").
Незадолго до смерти Энвер Давыдов завершил многоплановую эпопею, посвящённую судьбе крестьянина Гайни, жизни татарского села и всей страны в период 1913—1967 годов — роман в стихах «Йокысыз төннән соң» (рус. "После бессонной ночи").

## Память
Имя Энвера Давыдова носят улица и Дом культуры в селе Камышлы.

## Издания на русском языке
- Во имя солнечного дня. Москва: Советский писатель, 1954
- Ты все, что есть. Казань: Таткнигоиздат, 1957
- Волшебные зерна. Казань: Таткнигоиздат, 1958
- Как оживает камень. Москва: Советский писатель, 1958
- Мы не забудем тебя. Казань: Таткнигоиздат, 1966
- По законам марша. Москва: Современник, 1974
- После бессонной ночи. Казань: Таткнигоиздат, 1980
- Встреча на середине моста. Казань: Таткнигоиздат, 2006